# Prix Roederer
Le Prix Roederer est une course hippique de trot attelé qui se déroulait au mois de janvier sur l'hippodrome de Vincennes jusqu'en 2007. Elle ne figure plus au programme de cet hippodrome.
C'est une course européenne de Groupe II réservée aux chevaux de 5 ans (hongres exclus), ayant gagné au moins 38 000 € (conditions 2007).
Elle se courait sur la distance de 2 100 mètres, avec un départ à l'autostart à partir de 2002. L'allocation en 2007 était de 100 000 €.
La distance a beaucoup varié au fil du temps. En 1983, elle était de 2 250 mètres, avec un départ volté. En 1985, la distance passe à 2 300 mètres, mais dès l'année suivante, on passe à 2 100 mètres, avec un départ à l'autostart. Nouveau changement en 1997 avec une distance de 2 175 mètres départ volté, avant l'adoption du statut final en 2002 (en 1999 la course s'est déroulée sur 2 100 mètres avec départ à l'autostart).

## Palmarès depuis 1972
| Année | Cheval             | Pays      | Père              | Driver                | Entraîneur            | Temps  |
| 2007  | Olitro             | France    | Ganymède          | Jean-Pierre Dubois    | Jean-Pierre Dubois    | 1'12"7 |
| 2006  | Order By Fax       | Suède     | Viking Kronos     | Per Lennartsson       | Per Lennartsson       | 1'11"8 |
| 2005  | Magot du Ravary    | France    | Cygnus d'Odyssée  | Dominik Cordeau       | Dominik Cordeau       | 1'13"1 |
| 2004  | Malabar Circle As  | Suède     | Malabar Man       | Torbjörn Jansson      | Svante Båth           | 1'13"  |
| 2003  | Gigant Neo         | Suède     | Super Arnie       | Stefan Melander       | Stefan Melander       | 1'14"5 |
| 2002  | Royal Gull         | Suède     | Alf Palema        | Jos Verbeeck          | Jan Kruithof          | 1'12"9 |
| 2001  | Com Karat          | Suède     | JR Broline        | Jos Verbeeck          | Jan Kruithof          | 1'14"5 |
| 2000  | Varenne            | Italie    | Waïkiki Beach     | Giampaolo Minnucci    | Jori Turja            | 1'14"7 |
| 1999  | Général du Pommeau | France    | Sébrazac          | Jules Lepennetier     | Jules Lepennetier     | 1'13"8 |
| 1998  | General November   | Allemagne | Valley Victory    | Pekka Korpi           | Veijo Kivioja         | 1'15"4 |
| 1997  | Écho               | France    | Qlorest du Vivier | Jean-Étienne Dubois   | Jean-Étienne Dubois   | 1'14"  |
| 1996  | Dahir de Prélong   | France    | Fakir du Vivier   | Bertrand Lefèvre      | Bertrand Lefèvre      | 1'14"9 |
| 1995  | Cèdre du Vivier    | France    | Hêtre Vert        | Jean-Pierre Thomain   | Jean-Yves Lecuyer     | 1'14"8 |
| 1994  | Buvetier d'Aunou   | France    | Royal Prestige    | Jean-Pierre Dubois    | Jean-Pierre Dubois    | 1'15"1 |
| 1993  | Avenir de Sée      | France    | Quito de Talonay  | Ulf Nordin            | Ulf Nordin            | 1'13"  |
| 1992  | Valacirca          | France    | Mickey Viking     | Pierre Vercruysse     | Pierre Vercruysse     | 1'15"4 |
| 1991  | Ultra Ducal        | France    | Buffet II         | Paul Viel             | Paul Viel             | 1'15"2 |
| 1990  | Ténor de Baune     | France    | Le Loir           | Jean-Baptiste Bossuet | Jean-Baptiste Bossuet | 1'16"8 |
| 1989  | Speaker            | France    | Harmol            | Joël Hallais          | Joël Hallais          | 1'16"2 |
| 1988  | Rose du Marquais   | France    | Fakir du Vivier   | Jean-Claude Hallais   | Jean-Claude Hallais   | 1'15"2 |
| 1987  | Quartz             | France    | Granit            | Jean-Claude Hallais   | Jean-Claude Hallais   | 1'16"4 |
| 1986  | Perrin Dandin      | France    | Grape Fruit       | Bernard Oger          | Léopold Verroken      | 1'15"6 |
| 1985  | Ourasi             | France    | Greyhound         | Jean-René Gougeon     | Jean-René Gougeon     | 1'17"7 |
| 1984  | Neuilly            | France    | Amyot             | Jean-René Gougeon     | Léopold Verroken      | 1'17"5 |
| 1983  | Minou du Donjon    | France    | Quioco            | Michel Roussel        | Jean Lou Peupion      | 1'17"6 |
| 1982  | L'Alezan           | France    | Apaty             | Michel Lenoir         | Michel Lenoir         | 1'18"9 |
| 1981  | Khali de Vrie      | France    | Quirinus III      | Roger Baudron         | Roger Baudron         | 1'16"7 |
| 1980  | Jaquelle           | France    | Icare IV          | Jean-Claude Hallais   | Jean-Claude Hallais   | 1'18"2 |
| 1979  | Idéal du Gazeau    | France    | Alexis III        | Eugène Lefèvre        | Eugène Lefèvre        | 1'17"  |
| 1978  | Hymour             | France    | Nonant le Pin     | Jean Riaud            | Jean Riaud            | 1'17"6 |
| 1977  | Gamélia            | France    | Kerjacques        | Pierre-Louis Marie    |                       | 1'18"2 |
| 1976  | Feinte             | France    | Kerjacques        | Jean-Pierre Viel      |                       | 1'21"1 |
| 1975  | Espoir de Sée      | France    | Uccello B         | Alain Houssin         |                       | 1'17"7 |
| 1974  | Dame de Carreau    | France    | Fandango          | François Ballière     |                       | 1'19"3 |
| 1973  | Casdar             | France    | Mitsouko          | D. Ollivaud           |                       | 1'18"9 |
| 1972  | Buffet II          | France    | Nonant le Pin     | Louis Hanse           |                       | 1'18"5 |

## Sources
- Pour les conditions de course et les dernières années du palmarès : site de la SETF
- Pour les courses plus anciennes : archives des quotidiens  (Ouest-France, Sud-Ouest…)